# Kristín Eiríksdóttir
Kristín Eiríksdóttir, född 1981 i Reykjavik, är en isländsk poet, romanförfattare och konstnär. Hon har också skrivit pjäser. Hennes böcker är översatta till flera språk och hon nominerades till Nordiska Rådets litteraturpris 2019 och 2024.

## Biografi
Kristín Eiríksdóttir är dotter till Ingibjörg Haraldsdóttir, isländsk poet och översättare. Eiríksdóttir har avlagt kandidatexamen vid Islands konstakademi 2005 och studerat vid Visual Arts Centre i Montréal. Hon är bosatt i Reykjavik.

## Författarskap
Eiríksdóttir gjorde 2004 en uppmärksammad debut som poet, med diktsamlingen Kjötbærinn. Därefter har hon publicerat flera diktsamlingar, en novellsamling och ett antal teaterpjäser. Hon har också som bildkonstnär varit representerad på utställningar och genomfört performance.
Eiríksdóttirs romaner berör ämnen som främlingskap, dysfunktionella familjer, missbruk under generationer, medberoende, såriga relationer, vänskap och skadade kroppar.
Hvítfeld – fjölskyldusaga är en familjekrönika där man följer en ung kvinnlig gymnast som flyttar från Island till USA, där hon skall ha haft ett framgångsrikt liv och ett stort kontaktnät. När hennes syster dör återvänder hon till Island och tvingas konfrontera familjehemligheter och avslöja lögner om sitt liv.
I Elin diverse figurerar två kvinnor, den äldre Elin som är rekvisitör vid teater och film och den unga Ellen som är dramatiker. Deras liv och deras trasiga familjebakgrunder vävs samman och den enstöriga Elins verklighetsuppfattning blir alltmer diffus.I en intervju berättar författaren att hon skrev romanen efter moderns död och upplevelsen av demenssjukdomen som präglat hennes sista tid.
De blottade skildrar hur den kvinnliga huvudpersonen Villa, med ett förflutet som alkoholiserad, möter ungdomsvännen Dimmi. Han är också präglad av missbruk och en trasig uppväxt och arbetar på ett valfångstfartyg. Hon gör en dokumentärfilm där han porträtteras men utan att presentera hans kriminella sida med knarklangning och som hallick, vilket avslöjas under en offentlig presentation av filmen. Hon får ett barn med okänd far, klarar inte av sin situation och återfaller i missbruk.

### Lyrik och dramatik
- 2004 – Kjötbærinn (lyrik)
- 2005 – Ást æða varps (tillsammans med flera författare)
- 2006 – Húðlit auðnin (lyrik)
- 2008 – Annarskonar sæla (lyrik)
- 2011 – Ny isländsk poesi (tillsammans med flera författare)
- 2013 – Skríddu (drama)
- 2013 – Ljóð í leiðinni: skáld um Reykjavík (tillsammans med flera författare)
- 2014 – KOK (lyrik)
- 2015 – Hystory (drama)
- 2019 – Kærastinn er rjóður (drama)
- 2023 – Karma fyrir fugla (drama, medförfattare Kari Ósk Grétudóttur)

### Romaner och noveller
- 2009 – Í öðru landi (noveller)
- 2010 – Doris deyr (noveller)
- 2012 – Hvítfeld – fjölskyldusaga (roman)
- 2017 – Elín, ýmislegt (roman)
  - 2020 – Elín, diverse; Flo förlag, svensk översättning: Arvid Nordh - ISBN 9789198395242
- 2022 – Tól (roman)
  - 2025 – De blottade, Flo förlag, svensk översättning: Arvid Nordh - ISBN 9789198907063

## Priser och utmärkelser
- 2014 – Bookseller's Award för KOK[1]
- 2017 – Det isländska litteraturpriset för Elín, diverse[1]
- 2018 – Fjöruverðlaunin för Elín, diverse[1]
- 2019 och 2024 – Nominerad till Nordiska rådets litteraturpris.[2][3]